# Automatic Acoustic Management
AAM, siglas en inglés Automatic Acoustic Management. Es un método para reducir las emanaciones de ruido en los dispositivos de almacenamiento masivo AT Attachment (ATA) para el almacenamiento de datos informáticos, como las unidades de disco duro ATAPI y las unidades de disco óptico ATAPI. AAM es un conjunto de características opcionales para dispositivos ATA/ATAPI; cuando un dispositivo soporte AAM, los parámetros de administración del ruido se pueden configurar a través de una interfaz de usuario en software o firmware.